# Estádio Pankritio
O Estádio Pankritio é um estádio de futebol localizado em Heraclião, na ilha de Creta, Grécia, o seu nome significa Estádio de todos os cretenses. 
O estádio foi concluído em 31 de dezembro de 2003, e inaugurado oficialmente em 11 de agosto de 2004, pouco antes do início das Olimpíadas de 2004, centrada em Atenas. O estádio abrigou partidas de futebol das olimpíadas. Tem uma capacidade de 26.240 espectadores. Os clubes mandantes, são os rivais cretenses do Ergotelis e OFI Creta.